# Discovery World
Discovery World (conhecido anteriormente como TLC HD) é um canal de televisão por assinatura norte-americano. Desde 1991 sobre o nome de TLC o canal é distribuído pela Warner Bros. Discovery Inicialmente o canal era focado em conteúdo educacional, em 2001, a rede começou a concentrar-se principalmente envolvendo estilos de vida, a vida familiar, e as histórias pessoais. O canal passou a operar em alta definição a partir de 1 de setembro de 2007, com transmissão em simulcast.
A partir do dia 16 de março de 2015, o canal foi renomeado para Discovery World com a grade voltada a cultura global, com o relançamento do TLC HD, simulcast ao TLC SD.

## História
No Brasil o canal estreou com o nome de TLC HD em 1 de dezembro de 2009, somente em alta definição. No país o canal teve estreia na Sky. O canal também está disponível no Canadá, Reino Unido, América Latina e Noruega.
Em fevereiro de 2015 foi anunciado que o canal TLC HD passará a se chamar Discovery World a partir do dia 16 de março de 2015, já que o TLC ganhará sua versão HD Simulcast.